# Vincent Caldayroux
Vincent Caldeyroux, né le 28 septembre 1976 à Aurillac, est un joueur semi-professionnel de rugby évoluant au poste de pilier au sein du Stade aurillacois.

## Carrière

### En club
- École de rugby Arpajon sur Cère
- Stade aurillacois en cadet, junior, espoir, jusqu'en 1998
- Riom (Puy de Dome) 1998-1999
- CA Périgueux 1999-2001
- Stade aurillacois  2001-2010

### En sélection
- Sélection en Équipe de France scolaire

## Palmarès

### En club
- Champion de France de Fédérale 1 : 2007 avec le Stade aurillacois